# Anton Mayer
Anton Mayer (Knin, 24. kolovoza 1883. – Beč, 4. veljače 1957.), hrvatski indoeuropeist i klasični filolog.
Klasičnu filologiju i germanistiku studirao u Beču i doktorirao 1906. Radio je kao gimnazijski profesor. Predavao kao privatni docent klasičnu filologiju i indoeuropsku poredbenu lingvistiku od 1935. u Zagrebu. Za dekana Filozofskoga fakulteta bio je postavljen 1945. Iz političkih razloga smijenjen je ubrzo. Osobito se bavio poredbenom gramatikom indoeuropskih jezika. Povijesnoj gramatici latinskoga dao je vrijedne priloge. Njegov doprinos najvažniji je proučavanju »ilirskoga« jezika, odnosno predrimskih jezičnih ostataka u drevnom Iliriku. Njegova monografija Jezik starih Ilira (Die Sprache der alten Illyrier, I–II, 1957–59) posvećena je tomu. I danas je ta knjiga nezaobilazan izvor podataka o predrimskim jezicima naših krajeva.